# Wolfgang I. von Oettingen

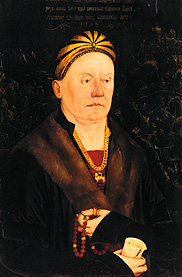
Porträt des Grafen, Martin Schaffner 1508

Wolfgang I. Graf von Oettingen (* 16. Mai 1455; † 29. Januar 1522 in Harburg) war Graf von Oettingen.
Wolfgang war der dritte Sohn des Grafen Wilhelm von Oettingen († 1467) und dessen Gemahlin Beatrix della Scala. Er wurde zum Grafen von Oettingen nach dem Tod seines Bruders Johann II. von Oettingen, der 1519 ohne männlichen Erben starb. Sein Bruder Friedrich wurde 1485 Bischof von Passau. 1482 heiratete Wolfgang I. Anna von Waldburg-Waldsee († 20. März 1507). Sie hatten zwei Söhne Karl Wolfgang und Ludwig XV. Er engagierte sich im Schwäbischen Bund.